# Schwarzstirnducker
Der Schwarzstirnducker (Cephalophorus nigrifrons, früher Cephalophus nigrifrons) ist eine Art der Ducker aus dem zentralen Afrika. Er bewohnt den Großteil des Kongobeckens und kommt im Osten bis zu den Virunga-Vulkanen vor, wo er auch in sehr großen Höhen anzutreffen ist. Charakteristisch sind die rote Fellfärbung und die dunkle Gesichtszeichnung. Die Art bewohnt sumpfige bis feuchte Wälder und lebt einzelgängerisch. Die Nahrung besteht überwiegend aus Früchten und Blättern, nur in den Hochlagen verzehren die Tiere häufiger auch Gräser, Moose und Flechten. Innerhalb der Ducker wird der Schwarzstirnducker zur Gruppe der ostafrikanischen Rotducker gestellt, genetischen Untersuchungen zufolge ist er mit dem Rotflankenducker näher verwandt. Die Erstbeschreibung der Art erfolgte 1871. Der Bestand wird momentan als nicht gefährdet eingestuft.

## Merkmale

### Habitus
Der Schwarzstirnducker ist ein mittelgroßer Vertreter der Ducker, etwa vergleichbar zu anderen Rotduckern, aber mit verhältnismäßig langen Beinen ausgestattet. Seine Kopf-Rumpf-Länge beträgt 85 bis 107 cm, der Schwanz wird nur 10 bis 16 cm lang. Die Schulterhöhe liegt bei 53,5 bis 57,8 cm, während das Gewicht von 13 bis 16 kg variiert. Ein ausgesprochener Geschlechtsdimorphismus ist nicht ausgeprägt, weibliche Tiere wiegen durchschnittlich 14,0 kg, männliche 13,8 kg. Die Grundfarbe des dichten Fells umfasst ein tiefes, glänzendes Kastanien- oder Fuchsbraun, wobei Einzelhaare eine braune Basis und eine rötliche Spitze haben. Die Körperseiten hellen etwas auf, manchmal sind die Schultern etwas dunkler. Ein schwarzer Mittelstreifen auf dem Rücken ist nicht ausgebildet, dafür tritt auf der Brust ein dunkler Fleck oder Streifen auf. Der Schwanz ist von gleicher Farbe wie der Rumpf, hat aber teilweise eine weißliche Unterseite. Er endet in einem schwarzen Haarbüschel durchsetzt mit weißlichen Haaren. Die Gliedmaßen sind dunkler und werden zu den Hufen hin nahezu schwarz. Bei den Populationen im westlichen Verbreitungsgebiet zeichnet sich die schwarze Kolorierung nur an den Vorder- und Hinterfüßen ab, bei denen im östlichen umfasst sie häufig dagegen die gesamten Beine. Auffallend sind die langen und dünnen Hufe, die Hinterfußlänge schwankt von 28,1 bis 31,0 cm. Allgemein erscheint der Kopf ebenfalls rötlichbraun. Namengebend ist die schwarze bis dunkelrote Zeichnung, die sich von der Nase bis zur Stirn zieht und sich hinter den Augen verbreitert; teilweise wird sie seitlich von je einem rotbraunen Streifen flankiert. Das Kinn hebt sich weiterhin durch eine helle rötliche Färbung ab. Die Ohren sind ebenfalls schwärzlich, haben aber einen weißen Fleck auf der Innenseite. Ihre Länge variiert von 8,6 bis 9,5 cm. Zwischen den Ohren wächst ein langes, dunkel gefärbtes Haarbüschel. Die Hörner bestehen nur aus kurzen Spießen, die schräg nach hinten verlaufen. Sie werden bei Männchen 6,5 bis 9,5 cm (mit einer Rekordlänge von 11,5 cm) und bei Weibchen 1,3 bis 5,2 cm lang.

### Schädelmerkmale
Der Schädel ist insgesamt schmal mit einem in der Seitenansicht etwas abgeknickten Rostrum, sodass in Aufsicht das Nasenbein den Oberkiefer vollständig überdeckt. Das Stirnbein zeigt deutliche Verdickungen. Das Gebiss weist folgende Zahnformel auf: {\displaystyle {\frac {0.0.3.3}{3.1.3.3}}}. Insgesamt sind damit 32 Zähne ausgebildet.

## Verbreitung

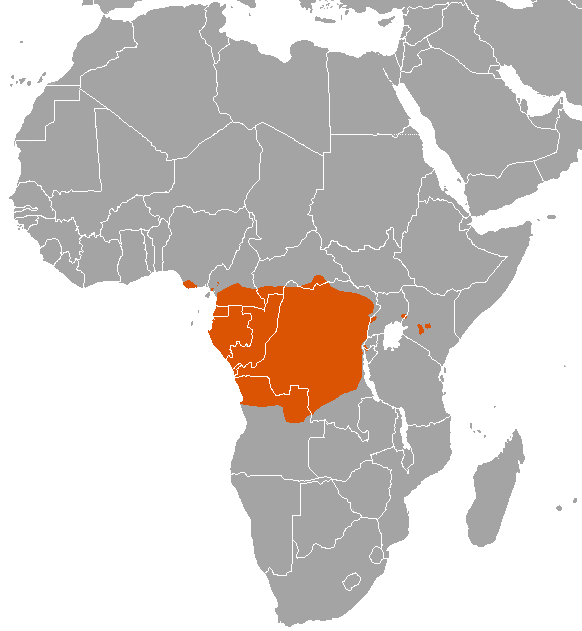
Verbreitungsgebiet des Schwarzstirnduckers

Das Verbreitungsgebiet des Schwarzstirnduckers umfasst das Kongobecken in Zentralafrika. Er kommt im Norden vom Nigerdelta im südöstlichen Nigeria, wo die Duckerart erst im Jahr 2002 nachgewiesen wurde, und dem südlichen Kamerun etwa südlich des Sanaga quer durch das gesamte Becken bis nach Angola im Süden und zu den Virunga-Vulkanen zwischen Uganda und Ruanda im Osten vor. Der Lebensraum besteht in den Tiefländern aus sumpfigen Wäldern und Marschgebieten beziehungsweise Uferwäldern. Die Art dehnt dadurch ihr Vorkommen regelmäßig in der Regenzeit aus, wenn trockene Waldbereiche geflutet werden. Im Okapi-Wildtierreservat des Ituri forest im Nordosten der Demokratischen Republik Kongo ist der Schwarzstirnducker in Wäldern, die von Gilbertiodendron im Süden und Westen des Schutzgebiets dominiert werden, anzutreffen. Ebenso tritt er in gemischten Wäldern mit Cynometra- und Julbernardia-Pflanzengemeinschaften im Zentrum und Norden auf. Die Populationsdichte ist in beiden Bereichen etwa gleichmäßig verteilt und variiert zwischen 1,1 und 3,0 Tieren je Quadratkilometer (durchschnittlich 1,3 im ersten und 2,0 im letzten Landschaftstyp). In den Gebirgen im östlichen Verbreitungsgebiet steigt der Schwarzstirnducker auf bis zu 3700 m Höhe über den Meeresspiegel auf. Insgesamt bevorzugen die Tiere hier häufig Wälder mit offenem Unterstand aber reichhaltigem Bewuchs an krautigen Pflanzen, eine Anpassung an sehr feuchten Untergrund besteht in den Hochgebirgslagen aber nicht. Im Vulkan-Nationalpark der Virunga-Vulkane reicht die Populationsdichte von etwa 4,7 Individuen je Quadratkilometer in den tiefer gelegenen, mit Bambus bewachsenen Regionen unter 3000 Höhenmetern bis hin zu 11,0 bis 21,6 Tieren je Quadratkilometer in den verschiedenen Wald- und Wiesenlandschaften zwischen 3200 und 3500 Höhenmetern, während sie in den noch höheren Lagen der alpinen Stufe der Tropengebiete wieder auf 7,1 Individuen auf einer vergleichbar großen Fläche zurückgeht. Im Bwindi Impenetrable National Park im südwestlichen Uganda zählt der Schwarzstirnducker zu den am häufigsten beobachteten Huftieren, hier hält er sich bevorzugt in durchschnittlich 2150 m Höhe auf.

## Lebensweise

### Territorialverhalten

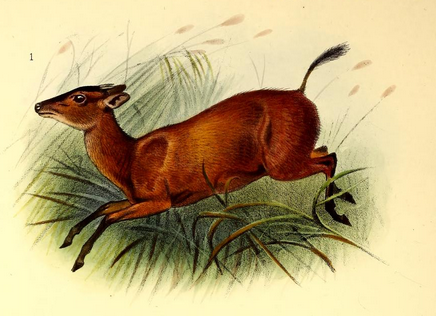
Historische Darstellung des Schwarzstirnduckers von 1894

Der Schwarzstirnducker ist tagaktiv. Die hauptsächlichen Aktivitäten verteilen sich auf den Zeitraum von 06:00 bis 18.00 Uhr, sporadisch können die Tiere auch nachts agieren. Die morgendlichen Aktivitäten sind intensiver als die abendlichen. Zudem tritt der Schwarzstirnducker einzelgängerisch auf. Gelegentliche Sichtungen von Paaren gehen auf Mutter-Jungtier-Gruppen oder Begegnungen von Männchen und Weibchen zurück, letztere könnten aber auch auf stabile Paarbildungen hinweisen. Häufig begibt sich der Schwarzstirnducker am Tage zum Fressen in die Sümpfe und kehrt in der Nacht in die dichten Wälder zurück. Mit seinen langen Hufen ist er gut an das feuchte bis sumpfige Habitat angepasst, zudem gilt er als guter Schwimmer und überquert so Flüsse und andere Wasserflächen. Die Tiere leben territorial und markieren ihre Reviere mit Hilfe von Sekreten aus den Voraugendrüsen, zum Teil setzen sie auch Dunghaufen an die Grenzen. Sie nutzen innerhalb ihrer Reviere Pfade durch dichte Vegetation. Beim Laufen schnippt der Schwanz regelmäßig hoch und zeigt die weiße Unterseite. Gelegentliche Kämpfe werden durch sich wiederholendes Kopframmen ähnlich den Ziegen ausgefochten und enden in der Flucht ins Gebüsch. Häufig wird dabei ein Klopfgeräusch erzeugt, wobei unklar ist, ob es sich tatsächlich um eine Vokalisierung handelt oder ob es auf andere Weise entsteht. Ein weiterer Laut stellt ein Pfeifen dar, das auch als Alarmsignal dient.

### Ernährung
Die Nahrung basiert prinzipiell auf weicher Pflanzenkost, variiert aber je nach Region in ihrer Zusammensetzung. Im Ituri forest besteht sie laut Untersuchungen von Mageninhalten zu 29 % aus Blättern von krautigen Pflanzen, der Rest umfasst Früchte, Samen, Blüten und Pilze, wobei die Früchte eher faserig sind wie die von Ricinodendron aus der Gruppe der Wolfsmilchgewächse. Der Verzehr der Früchte ist hier zumeist abhängig von der Verfügbarkeit von Fallobst, unter den Samen dominieren die von Gilbertiodendron, einem Johannisbrotgewächs. Nach Beobachtungen nahe Makokou in Gabun überwiegen hier Früchte mit 71,6 %, gefolgt von Blättern mit 27,8 %, die verbleibenden 0,6 % umfassen Pilze, Blüten und tierisches Material. Die bevorzugten Früchte sind nur 1 bis 3 cm groß und werden vollständig gefressen. Insgesamt konnten in der Region 33 verschiedene Pflanzenarten ausgemacht werden, von denen der Schwarzstirnducker Früchte verzehrt, zu den dominierenden gehören solche von Plagiostyles, Klainedoxa und Ongokea. Allerdings zeigt sich der Schwarzstirnducker weniger frugivor als andere Ducker der Region. Vor allem in der Regenzeit nimmt der Anteil an Blättern und tierischem Material zu, letzteres besteht zu einem großen Teil aus Ameisen, die ein Tier aktiv vom Boden aufnimmt. In den Bergregionen der Virunga-Vulkane, wo Früchte deutlich seltener sind, stellen Blätter und teilweise Gräser mit 80,7 % die Hauptnahrung dar, 14,8 % werden durch Flechten sowie Moose gebildet und 4,5 % entfallen auf Rinde. Es wird vermutet, dass der niedrige Gehalt an Tanninen und Alkaloiden in den Kräutern der Bergregionen dem Schwarzstirnducker erlaubt, eine von den Verwandten in den Flachlandregionen stark abweichende Nahrung aufzunehmen. Die am häufigsten verzehrten Pflanzen sind Springkräuter mit fast 21 %, gefolgt von Hornkräutern, Sternmieren, Storchschnäbeln, Veilchen und Minzen. Unter den Flechten favorisiert die Duckerart die auf Bäumen wachsende Gattung Usnea, um diese zu erreichen stellt sie sich gelegentlich auf die Hinterbeine und zupft die Nahrung so aus größerer Höhe.

### Fortpflanzung
Über die Fortpflanzung ist so gut wie nichts bekannt. Trächtige Weibchen wurden im Dezember beobachtet, milchgebende im Februar und März. Das Höchstalter in menschlicher Gefangenschaft beträgt 17 Jahre.

### Fressfeinde und Feindverhalten
Zu den bedeutendsten Fressfeinden zählt der Leopard. Allerdings stellt der Schwarzstirnducker im Ituri forest nur 1,7 % Nahrungsanteil in analysierten Kotresten der Raubkatze. Dies ist der niedrigste Nachweis von allen dort lebenden Vertretern der Ducker, bezogen auf die relative Häufigkeit in der Region, und um die Hälfte weniger als zu erwarten wäre. Bei gleichzeitig vorgenommenen Analysen von Fäzes der Afrikanischen Goldkatze konnte die Duckerart überhaupt nicht belegt werden. Möglicherweise entgeht der Schwarzstirnducker einer stärkeren Bejagung durch seine Bevorzugung von sumpfigem Gelände. Zum Abwehrverhalten gehören Starre, teilweise auch mitten im Schritt, auf den Boden legen oder wegschleichen in dichtes Gebüsch, sofern der Beutegreifer das Tier nicht bemerkt hat. Bei unmittelbarer Gefahr flieht der Schwarzstirnducker mit gesenktem Kopf und oft im Zick-Zack durch die Vegetation und stößt pfeifende Warnrufe aus.

### Parasiten
Innere Parasiten umfassen Bandwürmer wie Avitinella und Stilesia sowie Fadenwürmer wie Bunostromum oder Dipetalonema. Nach Untersuchungen von Tieren aus dem Ituri forest neigt der Schwarzstirnducker zu einem höheren Parasitenbefall als andere dort heimische Ducker. Bedeutend sind hier das Blauzungenvirus und Leptospira, welches die Leptospirose verursacht und über Fleischverzehr auch auf den Menschen übertragen werden kann.

## Systematik

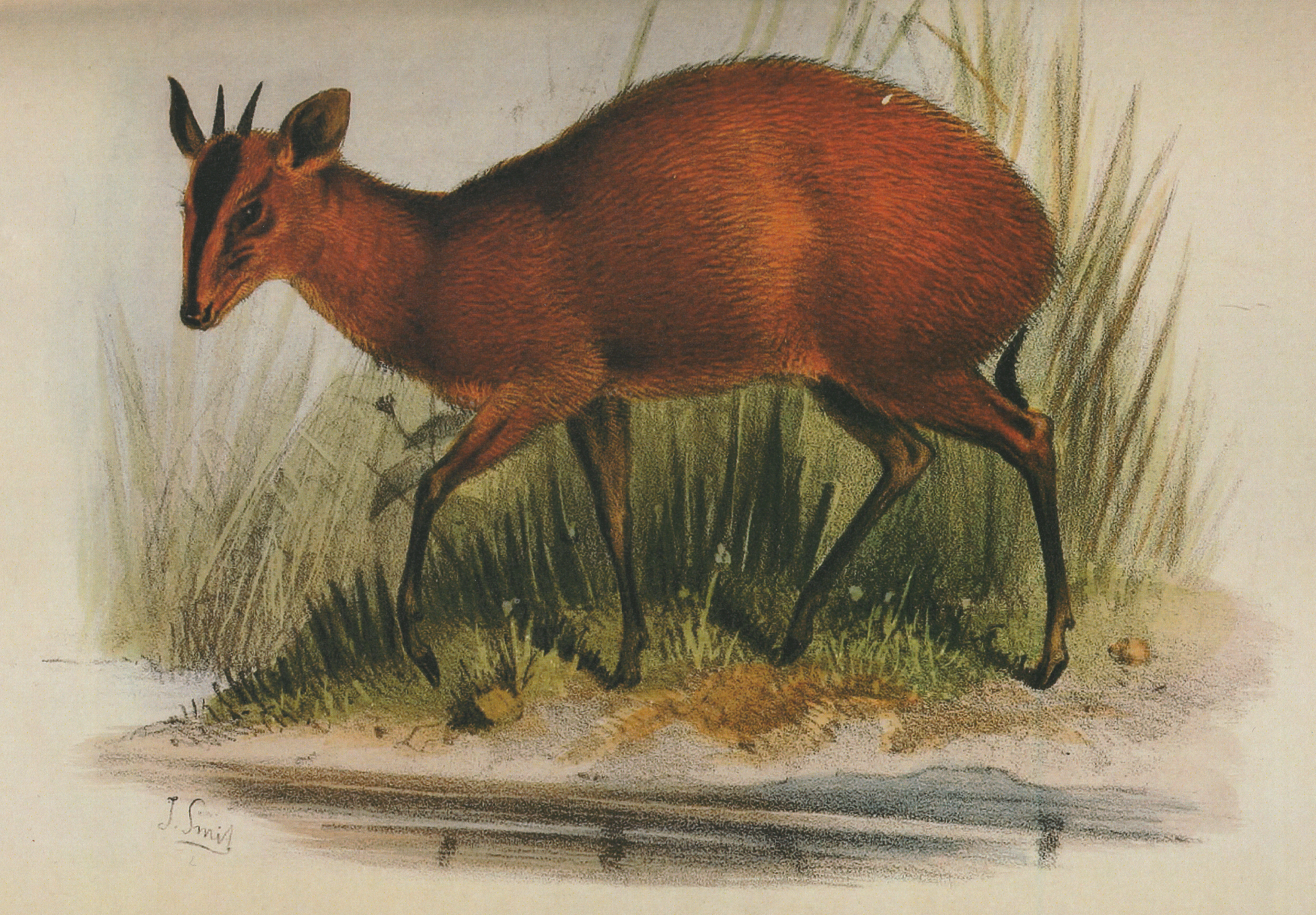
Historische Darstellung des Schwarzstirnduckers aus der Erstbeschreibung von John Edward Gray, 1871

Der Schwarzstirnducker ist eine Art aus der Gattung Cephalophorus und der Familie der Hornträger (Bovidae). Cephalophorus gehört innerhalb der Hornträger zur Tribus der Ducker (Cephalophini), zu der fünf weitere Gattungen gerechnet werden. Die Ducker umfassen zumeist kleinere bis mittelgroße, kompakt gebaute Vertreter der Hornträger, die in Afrika endemisch vorkommen. Sie sind mit Ausnahme der Savannenlandschaften bewohnenden Angehörigen von Sylvicapra überwiegend an waldreiche Habitate angepasst.
Die wissenschaftliche Erstbeschreibung des Schwarzstirnduckers erstellte John Edward Gray im Jahr 1871. Das Individuum, das er dafür verwendete, befand sich im Besitz des Natural History Museum in London, stammte aber ursprünglich aus Gabun. Diese Region gilt als Typusgebiet der Art. Gray benutzte für seine neue Art die wissenschaftliche Bezeichnung Cephalophus nigrifrons. Der Verweis in die Gattung Cephalophus war nicht unüblich im Verlauf des 19. und 20. Jahrhunderts. Sie vereinte nahezu alle waldbewohnenden Ducker, wodurch sie sich als sehr artenreiche Gruppe erwies. Durch eine molekulargenetische Studie aus dem Jahr 2001 konnten die einzelnen Arten der Gattung insgesamt drei Entwicklungslinien zugewiesen werden. Diese umfassten die Riesenducker mit dem Jentink-Ducker und den Schwarzrückenducker, daneben die westafrikanischen Rotducker, etwa den Petersducker und den Ogilby-Ducker wie auch die ostafrikanischen Rotducker, so den Natal-Rotducker und den Harvey-Rotducker. Prinzipiell bestätigte sich diese Einteilung der Gattung Cephalophus auch durch spätere, im Jahr 2012 veröffentlichte Untersuchungen. Der Schwarzstirnducker gehört demgemäß zu den ostafrikanischen Rotduckern und ist mit dem Rotflankenducker nahe verwandt. Die Aufsplittung der ostafrikanischen Rotducker vollzog sich etwa im Übergang vom Pliozän zum Pleistozän vor rund 2,4 bis 1,2 Millionen Jahren. Ein weiteres Ergebnis der genetischen Untersuchungen war aber, dass Sylvicapra die Schwestergruppe der Riesenducker repräsentiert, wodurch die Gattung Cephalophus paraphyletisch erschien. Somit war es notwendig, die Rotducker aus Cephalophus herauszulösen. Alexandre Hassanin regte hierfür im Jahr 2012 die Bezeichnung Cephalophorus an, welche auf John Edward Gray aus dem Jahr 1842 zurückgeht. Der Vorschlag wurde im Jahr 2022 von einem Arbeitsteam um Eva V. Bärmann umgesetzt.
Es werden zwei Unterarten des Schwarzstirnduckers unterschieden:
- C. n. kivuensis Lönnberg, 1919; Virunga-Vulkane in Uganda, Ruanda und Burundi sowie östliche Demokratische Republik Kongo; etwas dunklere Variante, vor allem an Kinn und Beinen
- C. n. nigrifrons Gray, 1871; vom südöstlichen Nigeria und dem südlichen Kamerun über die Demokratische Republik Kongo bis in den Norden Angolas; insgesamt etwas heller

Die von Lönnberg im Jahr 1919 eingeführte zweite Unterart stellt möglicherweise eine eigenständige Art dar. Sie basiert auf einem weiblichen Individuum vom Kivusee im Osten der heutigen Demokratischen Republik Kongo. Hinweise für die Eigenständigkeit ergaben DNA-Analysen aus Kotproben aus dem Nationalpark Kahuzi-Biéga in der Kivuregion, die im Jahr 2022 veröffentlicht wurden. Die ermittelten Sequenzen stimmen weder mit anderen Duckerarten des Gebietes überein, noch stehen sie in unmittelbarer verwandtschaftlicher Nähe zum Schwarzstirnducker. Des Weiteren zeigen Fotos aus Kamerafallen Individuen, die Lönnbergs Form entsprechen. Allerdings schlug die Entnahme von DNA-Proben aus Lönnbergs Holotypus bisher fehl, so dass keine eindeutige Überprüfung möglich war. Lediglich ein Museumsexemplar, das aus regionaler Nähe stammt, konnte untersucht werden und fällt mit seiner DNA-Sequenz in die Variation der DNA aus den Kotresten.
Ursprünglich wurden auch der Elgon-Schwarzstirnducker (Cephalophorus fosteri) vom Mount Elgon in Uganda, der Kenia-Schwarzstirnducker (Cephalophorus hooki) vom Mount Kenya in Kenia, der Itombwe-Schwarzstirnducker (Cephalophorus hypoxanthus) aus dem Itombwe-Gebirge westlich des Tanganjikasees und der Ruwenzori-Schwarzstirnducker (Cephalophorus rubidus) aus dem Ruwenzori-Gebirge zwischen Uganda und der Demokratischen Republik Kongo als Unterarten aufgefasst. Eine Revision der Hornträger aus dem Jahr 2011, die von Colin Peter Groves und Peter Grubb erarbeitet wurde, erkennt diese jedoch als eigenständig an. Im Falle des Ruwenzori-Schwarzstirnduckers, der teilweise auch als Unterart des Natal-Rotduckers galt, wurde schon vorher über einen eigenen Artstatus diskutiert. Die genetischen Untersuchungen zeigen zudem auf, dass er mit den ostafrikanischen Rotduckern nicht näher verwandt ist und in die Gruppe der westafrikanischen Rotducker gehört.

## Bedrohung und Schutz
Der Schwarzstirnducker ist relativ weit über das zentrale Afrika verbreitet. Größte Bedrohung ist die Zerstörung der tropischen Regenwälder und die damit einhergehende Ausdehnung menschlicher Siedlungen und Wirtschaftsflächen. Auch die Bejagung der Art für den Bushmeat-Markt stellt einen einflussreichen Gefährdungsfaktor dar. Es ist daher möglich, dass die Bestandszahlen in Zukunft stärker zurückgehen und die Art auf isolierte Gruppen in geschützten Waldgebieten beschränkt wird. Momentan stuft die IUCN den Schwarzstirnducker als „nicht gefährdet“ (least concern) ein, eine deutlichere Abnahme der Individuenzahlen würde aber den Status „potenziell gefährdet“ (near threatened) erforderlich machen (die Einstufung erfolgt zusammen mit dem Elgon-, Kenia-, Itombwe- und Ruwenzori-Schwarzstirnducker). Er kommt in mehreren Naturschutzgebieten vor, etwa im Lobéké-Nationalpark in Kamerun, im Dzanga-Sangha-Schutzgebiet in der Zentralafrikanischen Republik und im Vulkan-Nationalpark in Ruanda.